# فرنک راسل، ارل راسل دوم
جان فرانسیس استنلی راسل، ارل راسل دوم (به انگلیسی: Frank Russell, 2nd Earl Russell)، که با نام فرانک راسل نیز شناخته می‌شود (تولد ۱۲ اوت ۱۸۶۵ – مرگ ۳ مارس ۱۹۳۱) یک نجیب‌زاده انگلیسی، وکیل دعاوی و سیاستمدار و برادر بزرگتر برتراند راسل فیلسوف و نوه جان راسل، ارل راسل اوا بود. جان راسل یا ارل راسل اول برای دو دوره نخست‌وزیر بریتانیا بود. فرانک راسل پسر بزرگ وایکانت و بانوی وایکانت امبرلی بود. راسل به دلیل ازدواج‌های اسفناکش شناخته می‌شد و در سال ۱۹۰۱ در مقابل مجلس اعیان به جرم دو همسری محکوم شده بود آخرین عضوی بود که قبل از لغو امتیاز عضویت در سال ۱۹۴۸ در محاکمه ای توسط لردها به خاطر یک جرم محکوم شد.
پدر و مادر نامتعارف راسل هر دو در جوانی درگذشتند و راسل توسط پدربزرگ و مادربزرگ پدری اش بزرگ شد. او زندگی کردن با پدربزرگ و مادربزرگش ناخشنود بود اما چهار سال را در کالج وینچستر با خوشحالی سپری نمود. دوره تحصیلی او به صورت ناگهانی با اخراجش از کالج بالیول آکسفورد متوقف شد و دلیل اخراجش نیز احتمالاً این بوده که مقامات آنجا شبهاتی در مورد رابطه او با شاعر مستقبل لیونل جانسون داشتند و او همیشه از برخورد آکسفورد با خودش بسیار ناراحت بود. پس از گذراندن زمان در ایالات متحده او در سال ۱۸۹۰ با اولین هسرش از سه همسرش ازدواج کرد. اولین همسر او مایبل ادیث اسکات نام داشت. آن دو خیلی زود از یکدیگر جدا شدند و سپس چندین سال شاهد دعواهای سختگیرانه در دادگاه‌ها بودند، قوانین محدود کننده انگلیسی آن زمان به این معنی بود که طلاق وجود نداشت. راسل در شورای شهر لندن در سال ۱۸۹۵ رای آورد و تا سال ۱۹۰۴ در آنجا خدمت کرد. در سال ۱۸۹۹، با زنی به نام مولی سامرویل که بعداً همسر دوم او شد در نوادا همراه شد. در نوادا هر یک از آنها طلاق گرفته و با هم ازدواج کرده و به بریتانیا بازگشته و به عنوان زن و شوهر زندگی مشترکشان را شروع نمودند. راسل اولین شخص نامداری بود که در نوادا توانست طلاق گیرد. اما طلاق آنها بنا بر قوانین انگلیسی به رسمیت شناخته نمی‌شد و به همین دلیل در ژوئن ۱۹۰۱ به جرم دو همسری دستگیر شد. او در مقابل مجلس اعیان مقصر شناخته شد و سه ماه در هولووی خدمت کرد و پس از آن طبق قوانین انگلیسی با مولی ازدواج کرد. در سال ۱۹۱۱ او برای این جرم، عفو رایگان گرفت.
با آغاز سال ۱۹۰۲، راسل به عنوان یکی از همتایان عضو مجلس اعیان کمپینی در مورد اصلاح قوانین طلاق شروع کرد اما با موفقیت بزرگی رو به رو نشد. او همچنین یک مبارز برای کمپین حقوق رانندگان بود، و اغلب پس از فراخوانی به کافه در سال ۱۹۰۵، برای دفاع از آن‌ها خلاصه می‌گرفت و زمانی دارای پلاک شماره A 1 بود. دومین ازدواج او پس از اینکه او در سال ۱۹۱۴ عاشق الیزابت ون آرنیم رمان‌نویس شد به پایان رسید و در سال ۱۹۱۶ با ون آرنیم ازدواج کرد. این زوج طولی نکشید که ا اینکه طلاق نگرفتند از یکدیگر جدا شدند و الیزابت در رمانش به نام ورا او را به خاطر عصبانیتش مسخره و کاریکاتور کرد. فرانک راسل به برادرش که به دلیل جنبش‌های ضد جنگ در ۱۹۱۸ به زندان افتاده بود کمک کرد. راسل به شکل فزاینده ای با حزب کارگر همسو شده بود و در سال ۱۹۲۹ در دومین دولت مک دونالد به منصب کوچکی نیز دست یافت اما با مرگش در سال ۱۹۳۱ دوران کوتاه وزارتش پایان یافت. علیرغم دستاوردهایش، فرانک راسل در مقایسه با برادر و پدربزرگش گمنام می‌باشد و مشکلات زناشویی او باعث شد که لقب «ارل شریر» بگیرد.